# Виртуализация
В компютърната терминология виртуализация (на английски: virtualization) e термин с широка употреба, който най-общо се отнася за ползване на компютърни ресурси за симулиране (и по този начин заместване) на реалните хардуер, операционни системи, платформи, машини. Виртуализацията прави възможно стартирането на множество операционни системи и приложен софтуер на една хардуерна машина, при това едновременно позволява ефикасното използване на наличните ресурси.

## Хардуерна виртуализация
Хардуерната (наричана още платформена) виртуализация представлява създаването на виртуална машина (на английски: virtual machine), която има поведението на компютър с отделна операционна система. Софтуерът, стартиран на такава виртуална машина, е отделен от реалните хардуерни ресурси. Например на компютър под Windows може да се реализира виртуална машина, която изглежда като компютър с операционна система macOS. Следователно на тази виртуална машина може да работи софтуер, предназначен за macOS.
За да се направи различие между истинската машина и симулираната, се използват термините хост (на английски: host machine – домакин) за истинската и guest (гост) за виртуалната. Хардуерната виртуализация е осъществена за първи път върху мейнфрейм IBM System/370.
Хардуерната виртуализация бива няколко вида:
- Пълна – почти пълна симулация на хардуера, така че предназначеният за него софтуер не се налага да бъде модифициран (това типично е операционна система).
- Частична – създава се виртуална среда, която частично симулира основния хардуер и затова предназначеният за нея софтуер може да претърпи модификации.
- Паравиртуализация (на английски: paravirtualization) – не се симулира хардуер и гостуващият софтуер се изпълнява в изолирана среда, все едно е върху отделна система. За тази цел е необходимо гостуващият софтуер да се модифицира.

Хардуерната виртуализация не следва да се бърка с емулация, при която се прави точна имитация на даден хардуер върху друг хардуер. В мобилните устройства няколко операционни системи или виртуални машини могат да работят на едно и също устройство (мобилна виртуализация).

## Софтуерна виртуализация
- ОС виртуализация (на английски: operating system-level virtualization) – виртуализацията на ниво операционна система (ОС виртуализация) е метод за сървърна виртуализация, при който ядрото на операционната система позволява да се създадат много на брой нейни изолирани инстанции (работещи реализации). Всички инстанции (често наричани контейнери, виртуални системи (VEs), виртуални сървъри (VPS) или клетки) от гледна точка на потребителя изглеждат и действат като един-единствен физически сървър. В Unix системите тази технология може да бъде видяна като развито приложение на стандартния chroot механизъм.
- Приложна виртуализация – хостване на индивидуални приложения на чужд хардуер/софтуер.

## Ресурсна виртуализация
- Виртуална памет – системна памет симулирана от операционната система и разположена на твърдия диск. Тя позволява да се прилага едно и също, непрекъснато адресиране на физически различни памети (участъци от твърдия диск). Например, при Windows ако няма достатъчно оперативна памет за изпълнение на програма или операция, операционната система използва виртуална памет.
- Виртуално хранилище – процес на цялостна абстракция на логическото съхраняване на данни от реалното им физическо местоположение
  - RAID – резервиран масив от независими дискове
  - Разделяне на дялове (напр. на твърд диск) – прилага се при голям ресурс, който се разделя на по-малки еднотипни части с цел по-лесно използване на ресурсите
  - Управление на логически дискове – обединение на много дискове заедно и след това разделянето им на логически дискове

## Мрежова виртуализация
- Десктоп виртуализация – изобразяване и управление на отдалечен десктоп компютър
- Мрежова виртуализация – създаване на виртуално мрежово адресно пространство вътре в мрежата или в няколко подмрежи
- Клъстерни и grid изчисления – обединението на много компютри в една инфраструктура за извършване на сложни изчисления. В състава на клъстера влизат различни класове компютри, програмно осигуряване, мрежово оборудване и устройства за вход/изход. В grid системата компютрите са отдалечени пространствено.